# Masao Óno
Masao Óno (2. březen 1923 – 11. únor 2001) byl japonský fotbalista.

## Klubová kariéra
Hrával za Nissan Chemical.

## Reprezentační kariéra
Masao Óno odehrál za japonský národní tým v roce 1954 celkem 3 reprezentační utkání.

## Statistiky
| Japonsko | Japonsko | Japonsko |
| Roky     | Záp.     | Góly     |
| -------- | -------- | -------- |
| 1954     | 3        | 0        |
| Celkem   | 3        | 0        |